# Kabinett Montenegro I
Das Kabinett Montenegro I bildete vom 2. April 2024 bis zum 5. Juni 2025 die Regierung von Portugal. Es löste das Kabinett Costa III ab und wurde nach der Parlamentswahl 2024 gebildet. Bei dem Kabinett handelt es sich um eine Minderheitsregierung. Am 11. März 2025 sprach das portugiesische Parlament dem Kabinett Montenegro, aufgrund von Vorwürfen eines Interessenkonflikts des Premierministers, das Misstrauen aus. Daraufhin setzte Staatspräsident Marcelo Rebelo de Sousa eine Neuwahl des Parlaments an. Es wurde vom Kabinett Montenegro II abgelöst.

## Kabinettsmitglieder
| Amt                                                       | Foto | Name                           | Partei    |
| --------------------------------------------------------- | ---- | ------------------------------ | --------- |
| Premierminister                                           |      | Luís Montenegro                | PSD       |
| Staatsminister Minister für Auswärtiges                   |      | Paulo Rangel                   | PSD       |
| Staatsminister Minister für Finanzen                      |      | Joaquim Miranda Sarmento       | PSD       |
| Minister für die Präsidentschaft                          |      | António Leitão Amaro           | PSD       |
| Minister für territorialen Zusammenhalt                   |      | Manuel Castro Almeida          | PSD       |
| Minister für parlamentarische Angelegenheiten             |      | Pedro Duarte                   | PSD       |
| Minister für nationale Verteidigung                       |      | Nuno Melo                      | CDS-PP    |
| Ministerin für Justiz                                     |      | Rita Júdice                    | Parteilos |
| Ministerin für innere Verwaltung                          |      | Margarida Blasco               | Parteilos |
| Minister für Bildung, Wissenschaft und Innovation         |      | Fernando Alexandre             | Parteilos |
| Ministerin für Gesundheit                                 |      | Ana Paula Martins              | PSD       |
| Minister für Infrastruktur und Wohnungsbau                |      | Miguel Pinto Luz               | PSD       |
| Minister für Wirtschaft                                   |      | Pedro Reis                     | PSD       |
| Ministerin für Arbeit, Solidarität und soziale Sicherheit |      | Maria do Rosário Palma Ramalho | Parteilos |
| Ministerin für Umwelt und Energie                         |      | Maria da Graça Carvalho        | PSD       |
| Ministerin für Jugend und Modernisierung                  |      | Margarida Balseiro Lopes       | PSD       |
| Minister für Landwirtschaft und Fischerei                 |      | José Manuel Fernandes          | PSD       |
| Ministerin für Kultur                                     |      | Dalila Rodrigues               | Parteilos |